# マナスル (ストーブ)
マナスル（Manaslu）は、アウトドア用灯油ストーブ（焜炉）のブランドである。
マナスルは、1928年(昭和3年)にピッケルなどの登山用品メーカーとして創業した飯塚運動具製造株式会社により、1957年(昭和32年)から生産されたポータブルストーブである。当初は同社のブランドであった“ホープ”が頭についた“ホープ・マナスル”の名称で販売されており、1965年(昭和40年)ごろ飯塚運動具製造はホープに社名を変更、1980年(昭和55年)の同社解散以降は吉川製作所で製造されており、スター商事が販売代理店を行なっている。
現在ガス式が主流のアウトドア用ストーブの分野において数少ない灯油を燃料とするポータブルストーブであり、ブランド名はネパールのマナスルに因む。マナスル・ストーブ発売の前年の1956年(昭和31年)、日本人登山家の今西壽雄によりマナスルが初登頂されており、これを気に日本国内に起きた第一次登山ブームの背景の中で選定された名前であったという。
今日販売されている3種類の製品は、いずれもスウェーデンのプリムス・ストーブ（現イワタニ・プリムス）、ラジウス（AB Radius）の製品をモデルにしたといわれる。これらのトーチ・ランプの技術を応用したストーブは世界中のメーカーで無数の類似品が製造されたが、マナスル製ストーブは燃料タンクに安全弁が設けられており、バーナーの熱で過熱された際に圧力を放出しタンクの破裂を防ぐ安全構造を採用していることが特徴である。また五徳に載せて使用する遠赤外線式ヒーターユニットが用意されており、暖房器具としても利用できる。

## 主な製品
96
約700gの小型のケロシンストーブ。燃焼時間1.5時間。
121
約850gの小型のケロシンストーブ。燃焼時間2時間。
126
約930gの小型のケロシンストーブ。燃焼時間4時間。

## 過去の製品
飯塚運動具製造株式会社時代にホープ・ブランドで展開されていたが、現在では製造されていない。いずれの製品もオリジナルには元々存在しない燃料タンクの安全弁を独自に追加し、安全性と信頼性を高めていることが特徴であった。
160
オプティマス8Rをモデルとして製造された自然加圧式ガソリンストーブ。
300
コールマン538（M-1950 GIポケットストーブ）をモデルとして製造されたガソリンストーブ。
350
ホエーブス625をモデルとして製造されたガソリンストーブ。